# Abel-Dominique Boyé
Abel-Dominique Boyé (Marmande, 1864 - idem, 1934) foi um pintor acadêmico francês. Estudou, a partir de 1881, na École des beaux-arts de Bordeaux e, desde 1883, na École nationale supérieure des beaux-arts de Paris, onde foi aluno de Jean-Joseph Benjamin-Constant, retratista e pintor de temas orientais muito em voga em sua época. Boyé foi assíduo frequentador das exposições oficiais. Produziu obras de temas mitológicos, nus e outras peças de gênero acadêmico, em conformidade com o gosto que predominava nos Salons. Foi agraciado com a Ordem Nacional da Legião de Honra.

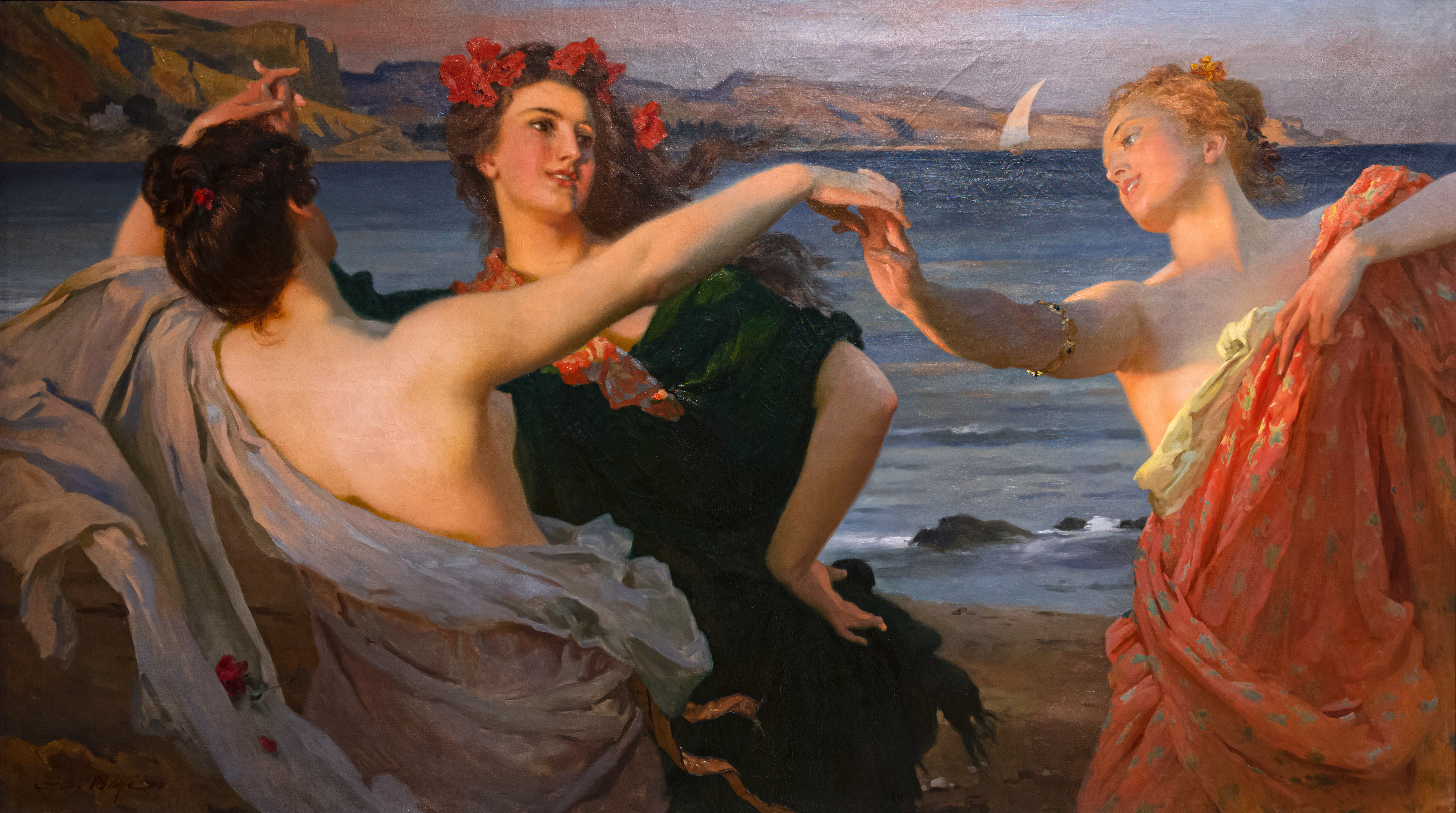
Alegria (1899)  Museu de Belas Artes de Agen
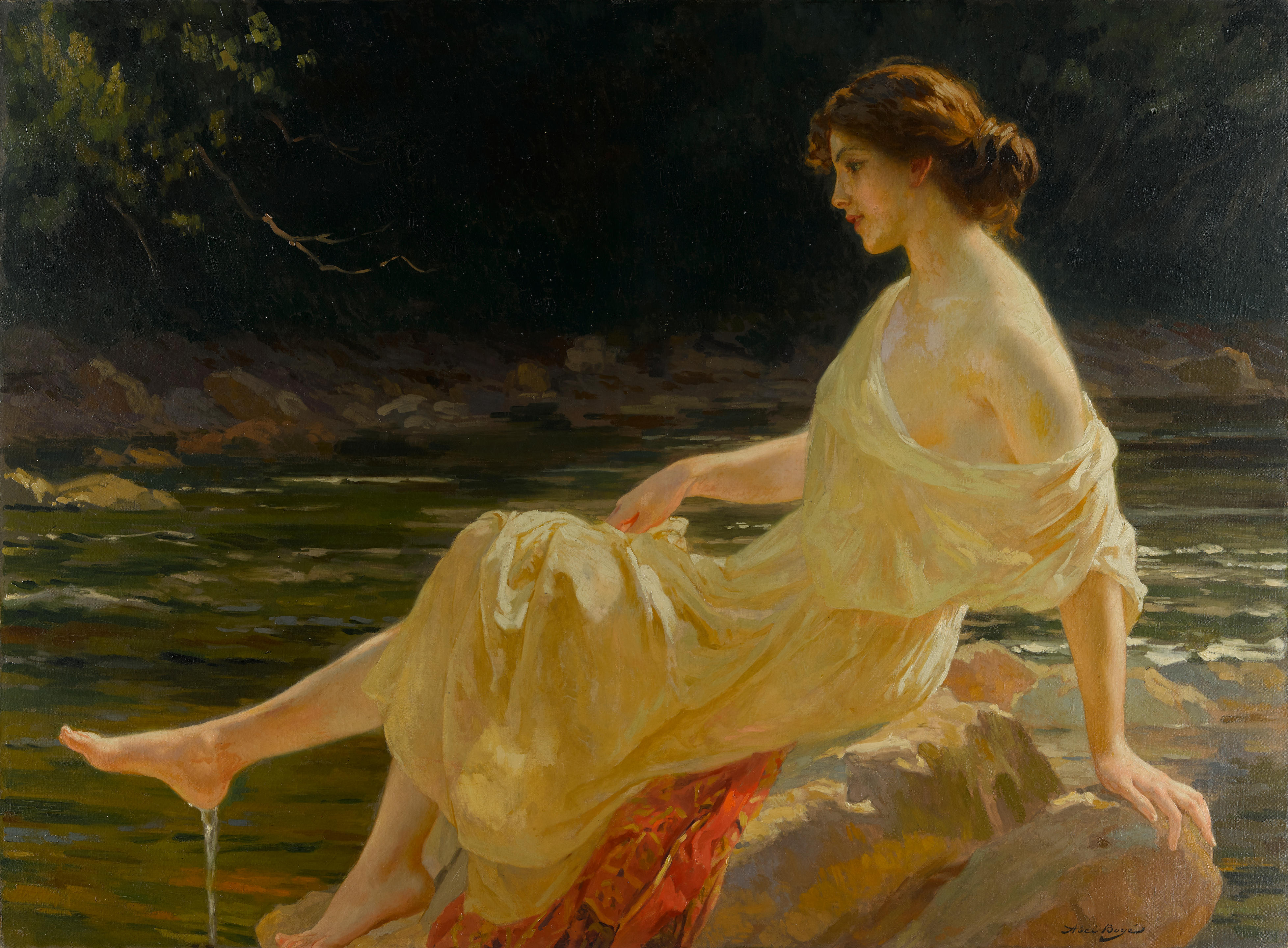
L'Eau courante